# Albańska Chrześcijańsko-Demokratyczna Partia Kosowa
Albańska Chrześcijańsko-Demokratyczna Partia Kosowa (alb. Partia Shqiptare Demokristiane e Kosovës, skrót: PShDK) – kosowska partia polityczna o charakterze chadeckim.
W wyborach z 1992 roku ugrupowanie zdobyło 3,1% poparcia, otrzymując na 7 mandatów w Zgromadzeniu Kosowa. W ramach wyborów z 2007 roku działacze PShDK startowali wspólnie z działaczami konserwatywnej Demokratycznej Ligi Dardanii (alb. Lidhja Demokratike e Dardanisë, skrót: LDD); wspólna lista zdobyła 10% poparcia, co przełożyło się na 1 mandat dla PShDK i 10 mandatów dla LDD.